# 絶対防衛レヴィアタン
『絶対防衛レヴィアタン』（ぜったいぼうえいレヴィアタン）は、GREEで配信されていたソーシャルゲーム、およびそれを原作としたテレビアニメ。

## ゲーム
ファンタジー世界のキャラクターを美少女に擬人化したカードバトルタイプのRPG。対応機種はAndroid 2.3以上またはiOS 5以上（iPhone、iPad、iPod touch 第4世代以降）。基本料金無料でアイテム課金。2012年10月26日より事前登録が開始され、2013年4月3日にサービスが開始された。カードを駆使し、舞台となる水と緑の惑星「アクアフォール」を探索しながらカードを収集・育成してルーカサイトを撃破するほか、迎撃戦では仲間と協力しながらガーディアンを召喚して戦わせていく。ゲームシナリオはテレビアニメ制作も手がけたGONZOが、ナビゲーションキャラクターは花澤香菜がそれぞれ担当している。
1度目のリニューアル
『絶対防衛レヴィアタン de R』（であ〜る）としてリニューアルオープンされることが発表され、これに伴い『絶対防衛レヴィアタン』は同年10月29日15：00をもってサービスが終了し、別アプリ配信によるオープンベータがAndroid版は12月13日、IOS版は12月16日に開始された。販売元の表示もGREEからポケラボに変更されている。リニューアルに伴い、デッキが5枚から10枚になり、ルーカサイトとの戦闘方式などシステムが変更されたほか、シナリオも「アナタ」（プレイヤー）が召喚された理由が人間族は全種族のガーディアンを扱えることから召喚役として呼ばれた旧版に対し、リニューアル版では人間族は相手を見ただけで進化に必要な物が分かるなどの理由の育成役に変更された。『de R』は2014年3月31日14：59をもってサービスを終了した。
2度目の再始動
『ぐんまのやぼう』を手がけたPUMOがグリーに企画を持ち込み、製作許可を得てリプレイス作品『絶対防衛レヴィアタン deR+』（であ〜るぷらす）を製作予定。これに先立ち、2014年8月12日にグリーとポケラボからシステムの一部を利用した『de R』の機能限定版『絶対防衛レヴィアタン deR-』（であ〜るまいなす）を無償公開したが、2016年10月4日にはPUMOの破産に伴い、製作中止となった。

## テレビアニメ
2013年4月より7月までテレビ東京系列にて放送された。ナレーションは金田朋子が務める。ソーシャルゲームとアニメを同時展開するのはグリーとしては初の試みとなる。時系列はゲーム版より前。第6話の翌週は特番『絶対防衛レヴィアタンスペシャル 絶対みせちゃいたいもん!』が放送された。2013年7月7日よりテレビ東京にて再放送を予定、1時35分 - 2時05分（5分拡大）。再放送版では新たに予告編と、ミニコーナー『絶対防衛レヴィアタン ミニ 焚き火劇場』が放送。

### 世界観
舞台は水と緑の惑星アクアフォール。「要と成りし柱あり、七拾と弐、星の礎を支う。要を守りし神、七拾と弐あり、その姿、幻の様なり。」と語られる神が存在し、七種族の生命体が暮らしている。宇宙から飛来する隕石から出現した侵略者「ルーカサイト」から、アクアフォールを守っていく物語。

## 登場人物

### 主要人物
レヴィアタン
声 - 早見沙織
本作の主人公。『笑顔を忘れた少女』。森の奥に住んでいる口数の少ない竜族の少女。兄（声 - 近藤隆）と共に住んでいたものの、現在は行方不明。兄譲りの槍を使い水を自在に操れるものの、幼い頃ほど上手く扱えない。麦茶が好物。進化によって変身時に髪が金色になった。
なおレヴィアタンを含め、竜族の女性は胸と腰回りに鱗が付いており、異性に見られることを良しとしていないことや、水着着用時には取り外されていることから実質的に下着の役割をしており、ランジェリーショップならぬウロコ屋で購入し、好みによって着替えることもできる。
バハムート
声 - 喜多村英梨
『自由奔放なお嬢様』。町一の魔導士であるレージ・ロゥ（声 - 乃村健次）の娘である竜族の少女。杖を使い灼熱の炎を出せるものの、まだ上手く扱えない。ボクっ娘。プリンが好物。頭にはトレードマークの、赤いネコミミのようなトンガリ帽子を被っている。じゃじゃ馬な性格で何時も父を困らせている。胸の鱗がまだ発達していないのか、胸には布を巻いて隠している。
亡き母親の連れ子であり、レージ・ロゥは実の父親ではなかった。
ヨルムンガンド
声 - 竹達彩奈
『心優しい力持ち』。トラビス叔父さん（声 - 高岡瓶々）の代わりに石炭配達をしている褐色の肌の竜族の少女。大斧を使う怪力少女で、バトルモードでは大斧から衝撃波を放ち敵を一刀両断することが出来る。牛丼が好物。三つ子の義妹であるメタル（声 - 佐藤美由希）・ルドラ（声 - 西野ゆみこ）・ラゴン（声 - 平田真菜）と共に拾われっ子で、坑夫のドムドム・ダムダム（声 - 寺井智之）・マンテン・ハイカットたち5人をパパと呼んでいる。
シロップ
声 - 花澤香菜
『お喋りな妖精』。隕石から出現した侵略者からアクアフォールを守るために、アクアフォール防衛隊を結成するため仲間を集めている妖精。自称アクアフォール防衛隊隊長。レヴィアタンを勧誘して断られつつも行動を共にする。体は小さいがとんでもない大食らい。戦いには直接参加しないものの、ガーディアンの通訳となったり狭い隙間を通り抜けてスフィアを拾いに行ったり、意外と重要な活躍をする時も。バハムートのベットがお気に入りで、ヨルムンガンドのベッドは硬く寝こごちが悪いとのこと。訪問先でペット扱いされ、それに文句を言うのがお約束となっている。

### ハルーナの町
ケートー
声 - 笹本菜津枝
竜の鍵尻尾亭のマスターであるボーイッシュな女性。レヴィアタンの良き理解者。よく何らかの要因で店を滅茶苦茶にされてしまい、そのたびに「まだローン残ってるのに…」と嘆いている。
ツチノコ、エインセル
声 - 水野マリコ、長妻樹里
竜の鍵尻尾亭のウェイトレス。ツチノコは側頭部をお団子にした緑色のロングヘアで、エインセルはツインテールにした長い金髪。
ムシュフシュ
声 - 阿久津加菜
レヴィアタンのお隣に住んでいる女性。ヨルムンガンドの石炭配達のお得意様でもある。
スフィンクス
声 - 長妻樹里
バハムート家のメイド。2人組みだが、もう1人の名は不明。猫族のような容姿をした女性で、他の人(？)と違って猫耳が付いている。互いにメイド服の肩から袖までの作りが左右交互に異なっており、露出している方の上腕部にタトゥーで印が入っている。
ガルグイユ
声 - 山本綾
町娘。竜の鍵尻尾亭の客。オルテッドにしつこく口説かれていたところをバハムートに助けられる。
オルテッド
声 - 阪口周平
喧嘩っ早く女好きな男性で、2人の仲間（声 - 川口翔、酒井広大）とつるんでいる。ガルグイユの鱗を見ようと口説いていたが、バハムートに阻止された挙句シロップに恥をかかされる。その後シロップに仕返ししようと竜の鍵尻尾亭に現れ、レヴィアタン達をも巻き込んだ大喧嘩を起こし、結果的にケートーの店を滅茶苦茶にしてしまった。
ワイバーン
声 - 七瀬亜深
レージ・ロゥの部下で、炎の魔法を使う女魔導士。オレンジ色のロングヘア。
コカトリス
声 - 月本皇子
レージ・ロゥの部下で、石化の魔法を使う女魔導士。赤いセミショートヘア。

### ラジマ火山
ニンジャ
声 - 巽悠衣子
温泉宿・火吹き山亭の女将で、両親は既に亡くなっている。背が小さいことを言われると怒る。温泉の出が悪くなり経営の危機に瀕していたが、レヴィアタン達の活躍により湯が復活し、希望が見えた。
リザードマン
声 - 遠藤綾
火吹き山亭の仲居。マッサージが得意。
ファイヤードレイク
声 - 荒井聡太
温泉宿の源泉の火山の主。ガーディアンとしてスフィアで召喚が可能。言葉はシロップを通じて話す。元の大きさが保てず力が弱っており、小さいドラゴンの姿になっている。
レヴィアタン達が集めた秘薬と火山カレーで元気になり元の姿に戻り、温泉も復活した。

### その他
謎の少年
声 - 三瓶由布子
レヴィアタン達の前にどこからとも無く現れ、行くべき場所を示してどこへとも無く去っていく、謎の少年。同じような仲間（声 - 森優子、内山夕実）が複数いる。
その正体は、世界柱を守りし神である。
ヘケト
声 - 金田朋子
朽ちた泉の神殿をただ1人で守護している神官の少女。瀕死の危機にメタル・ルドラ・ラゴンに救われて以来親しくなった。ヨルムンガンドからは「ケロちゃん」と呼ばれる。
ユルルングル
町外れの沼に棲む巨大黒竜。ガーディアンとしてスフィアで召喚が可能。言葉はシロップを通じて話す。性別は不明だが、レヴィアタン達の鱗を見て顔を赤らめるところがある。
体内にルーカサイトが入り込んだ事で体調不良を訴えるも、レヴィアタン達の尽力で無事に回復した。

## スタッフ
- 原作 - グリー
- 監督 - 八谷賢一
- シリーズ構成 - 井出安軌
- キャラクターデザイン - 大隈孝晴
- 総作画監督 - 清丸悟
- プロップデザイン - 宮脇謙史
- 美術デザイン - 青木智由紀
- 色彩設計 - 甲斐けいこ
- 美術監督 - 小倉一男
- 3Dディレクター - 森中亮
- CGディレクター - 毛利菜香
- 撮影監督 - 関谷能弘
- 編集 - 廣瀬清志
- 音楽 - 菊谷知樹、寺田志保
- 音楽制作 - ユニバーサルミュージック ZERO-A
- 音楽プロデューサー - 千葉洋史、紀井智子
- 音響監督 - 森田洋介
- プロデューサー - 紅谷佳和、古川慎、依田一、後藤大輔
- アニメーションプロデューサー - 奥山真吾
- アニメーション制作 - GONZO
- 製作 - レヴィアタン製作委員会（テレビ東京、dentsu、GONZO、GREE）

### 主題歌
オープニングテーマ「始まりのResolution」
作詞 - rino / 作曲・編曲 - 菊谷知樹 / 歌 - カンノユキ
エンディングテーマ「Truly」
作詞 - ペンネとアラビアータ / 作曲 - toiza71 / 編曲 - toiza71&Atsuhiro Watanabe / 歌 - PASSPO☆
挿入歌「You must.」
作詞 - 大森友歌 / 作曲 - 大凪樹 / 編曲 - 菊谷知樹 / 歌 - カンノユキ

### 各話リスト
各話サブタイトルは、「絶対○○もん！」をテンプレートに構成されている。
第13話では、OPの個人スタッフ表記が全て「○○たん（例として、キャラクターデザインの大隈孝晴ならオオクマたん）」に変更された他、監督の八谷は「ヤたん」とした。
| 話数   | サブタイトル               | 脚本     | 絵コンテ        | 演出           | 作画監督                         |
| ------ | -------------------------- | -------- | --------------- | -------------- | -------------------------------- |
| 第1話  | 絶対仲間にするもん！       | 井出安軌 | 八谷賢一 許平康 | 許平康         | 小美野雅彦                       |
| 第2話  | 絶対ハマッちゃうもん！     | 井出安軌 | 西本由紀夫      | 西本由紀夫     | 鎌田祐輔                         |
| 第3話  | 絶対奥までイッちゃうもん！ | 雑破業   | 別所誠人        | 池田重隆       | 牛島勇二 服部憲知                |
| 第4話  | 絶対呼んじゃうもん！       | 井出安軌 | 長田絵里        | 長田絵里       | 高瀬さやか 三室健太 海堂ひろゆき |
| 第5話  | 絶対バカンスなんだもん！   | 雑破業   | 西本由紀夫      | いまざきいつき | 飯泉俊臣 津田崇                  |
| 第6話  | 絶対仇を取るんだもん！     | 雑破業   | 大畑晃一        | 橋口洋介       | 熊膳貴志                         |
| 第7話  | 絶対見つかるもん！         | 井出安軌 | 博史池畠        | 博史池畠       | 鎌田祐輔                         |
| 第8話  | 絶対怪しいもん！           | 井出安軌 | 福田道生        | 横田一平       | 徳倉栄一                         |
| 第9話  | 絶対お風呂に入るんだもん！ | 雑破業   | 大畑晃一        | 前園文夫       | 牛島勇二 服部憲知                |
| 第10話 | 絶対元気にしちゃうもん！   | 雑破業   | 西本由紀夫      | 白石達也       | 小林亮 白石達也                  |
| 第11話 | 絶対復活させるもん！       | 井出安軌 | 大畑晃一        | 美甘義人       | 高瀬さやか 土屋友次              |
| 第12話 | 絶対ショックだもん！       | 井出安軌 | 福田道生        | 橋口洋介       | 熊膳貴志                         |
| 第13話 | 絶対防衛しちゃうもん！     | 井出安軌 | 長田絵里        | 長田絵里       | 海堂ひろゆき 三室健太            |

### 放送局
| 放送地域       | 放送局             | 放送期間                | 放送日時           | 放送系列         | 備考             |
| -------------- | ------------------ | ----------------------- | ------------------ | ---------------- | ---------------- |
| 関東広域圏     | テレビ東京         | 2013年4月6日 - 7月6日   | 土曜 23:30 - 23:55 | テレビ東京系列   | 製作委員会参加   |
| 北海道         | テレビ北海道       | 2013年4月6日 - 7月6日   | 土曜 23:30 - 23:55 | テレビ東京系列   | 同時ネット       |
| 愛知県         | テレビ愛知         | 2013年4月6日 - 7月6日   | 土曜 23:30 - 23:55 | テレビ東京系列   | 同時ネット       |
| 大阪府         | テレビ大阪         | 2013年4月6日 - 7月6日   | 土曜 23:30 - 23:55 | テレビ東京系列   | 同時ネット       |
| 岡山県・香川県 | テレビせとうち     | 2013年4月6日 - 7月6日   | 土曜 23:30 - 23:55 | テレビ東京系列   | 同時ネット       |
| 福岡県         | TVQ九州放送        | 2013年4月6日 - 7月6日   | 土曜 23:30 - 23:55 | テレビ東京系列   | 同時ネット       |
| 日本全域       | ニコニコ生放送     | 2013年4月8日 - 7月8日   | 月曜 23:30 - 24:00 | ネット配信       |                  |
| 日本全域       | バンダイチャンネル | 2013年4月12日 - 7月12日 | 金曜 12:00 更新    | ネット配信       |                  |
| 日本全域       | AT-X               | 2013年4月24日 - 7月17日 | 水曜 23:30 - 23:55 | アニメ専門CS放送 | リピート放送あり |

### Blu-ray / DVD
| 巻 | 発売日         | 収録話              | 規格品番  | 規格品番  | 規格品番  | 規格品番  |
| 巻 | 発売日         | 収録話              | BD初回版  | BD通常版  | DVD初回版 | DVD通常版 |
| -- | -------------- | ------------------- | --------- | --------- | --------- | --------- |
| 1  | 2013年7月24日  | 第1話 - 第2話       | GNXA-1551 | GNXA-1561 | GNBA-2141 | GNBA-2151 |
| 2  | 2013年8月28日  | 第3話 - 第4話       | GNXA-1552 | GNXA-1562 | GNBA-2142 | GNBA-2152 |
| 3  | 2013年9月25日  | 第5話 - 第6話       | GNXA-1553 | GNXA-1563 | GNBA-2143 | GNBA-2153 |
| 4  | 2013年10月30日 | 第7話 - 第8話       | GNXA-1554 | GNXA-1564 | GNBA-2144 | GNBA-2154 |
| 5  | 2013年11月27日 | 第9話 - 第10話      | GNXA-1555 | GNXA-1565 | GNBA-2145 | GNBA-2155 |
| 6  | 2013年12月25日 | 第11話 - 第12話     | GNXA-1556 | GNXA-1566 | GNBA-2146 | GNBA-2156 |
| 7  | 2014年1月29日  | 第13話 + 焚き火劇場 | GNXA-1557 | GNXA-1567 | GNBA-2147 | GNBA-2157 |

### 短編アニメ
『絶対防衛レヴィアタン ミニ 焚き火劇場』
2013年7月から9月にかけて、テレビ東京での再放送の予告後に放送されたミニコーナー。ディフォルメのキャラがその回の反省会を行う。全話がBD/DVD第7巻に収録された。
なお同年7月29日にニコニコ生放送において『踊り子クリノッペ』とのコラボ上映会で第1話から第4話までネット配信された。

#### スタッフ（短編）
- 監修 - 八谷賢一
- 構成・脚本・コンセプトワーク - 井出安軌
- キャラクターデザイン - 大隈孝晴
- 美術監督・背景 - 横山淳史（KUSANAGI）
- 色彩設計・色指定・仕上検査 - 黒目綾子（スタジオエル）

#### 挿入歌（短編）
キャラクターソングコレクション「絶対、唄うんだもん！」より。
「だって、家族だもん！」（第4話）
作詞　- rino / 作曲・編曲 - 佐藤五魚 / 歌 - ヨルムンガンド（竹達彩奈）
「A Girl」（第5話）
作詞 - 大森友歌 / 作曲・編曲 - 山崎寛子 / 歌 - バハムート（喜多村英梨）
「嗚呼!アクアフォール防衛隊」（第7話）
作詞 - 大森友歌 / 作曲・編曲 - 菊谷知樹 / 歌 - シロップ（花澤香菜）
「優しさの雫」（第12話）
作詞　- rino / 作曲・編曲 - 菊谷知樹 / 歌 - レヴィアタン（早見沙織）
「You must. 〜Leviathan version〜」（第13話）
作詞 - 大森友歌 / 作曲 - 大凪樹 / 編曲 - 菊谷知樹 / 歌 - レヴィアタン（早見沙織）

#### 各話リスト（短編）
各話サブタイトルは、「○○ってさ…」をテンプレートに構成されている。
| 話数 | サブタイトル            | 絵コンテ         | 演出             | SD作画   | 作画                |
| ---- | ----------------------- | ---------------- | ---------------- | -------- | ------------------- |
| 1    | 魔法ってさ…             | 井出安軌         | かわこしたかひろ | -        | 瀬川真矢            |
| 2    | ウロコってさ…           | 井出安軌         | かわこしたかひろ | -        | 瀬川真矢            |
| 3    | ガーディアンってさ…     | かわこしたかひろ | かわこしたかひろ | -        | 瀬川真矢            |
| 4    | パパさんたちってさ…     | かわこしたかひろ | かわこしたかひろ | -        | 瀬川真矢            |
| 5    | ゆめってさ…             | かわこしたかひろ | かわこしたかひろ | 瀬川真矢 | 清丸悟              |
| 6    | イチオシってさ…         | かわこしたかひろ | かわこしたかひろ | -        | 瀬川真矢            |
| 7    | タイトルってさ…         | かわこしたかひろ | かわこしたかひろ | 瀬川真矢 | 三室健太            |
| 8    | 四物語ってさ…           | かわこしたかひろ | かわこしたかひろ | 瀬川真矢 | 海堂ひろゆき        |
| 9    | 温泉宿ってさ…           | かわこしたかひろ | かわこしたかひろ | 瀬川真矢 | 鎌田祐輔            |
| 10   | 露天風呂ってさ…         | かわこしたかひろ | かわこしたかひろ | 瀬川真矢 | 海堂ひろゆき        |
| 11   | 子供の頃ってさ…         | かわこしたかひろ | かわこしたかひろ | 瀬川真矢 | 清丸悟 海堂ひろゆき |
| 12   | シチュエーションってさ… | かわこしたかひろ | かわこしたかひろ | 瀬川真矢 | 磐田康子            |
| 13   | ウロコってさ…II         | かわこしたかひろ | かわこしたかひろ | 瀬川真矢 | 大隈孝晴            |

#### 放送局（短編）
| 放送地域   | 放送局     | 放送期間               | 放送日時           | 放送系列       | 備考                 |
| ---------- | ---------- | ---------------------- | ------------------ | -------------- | -------------------- |
| 関東広域圏 | テレビ東京 | 2013年7月7日 - 9月29日 | 日曜 25:35 - 26:05 | テレビ東京系列 | 再放送枠ミニコーナー |

## Webラジオ
『絶対防衛！ラジオたん！』のタイトルで、2013年4月8日より7月15日まで音泉にて配信された。隔週月曜更新。全8回。
パーソナリティ
- 早見沙織（レヴィアタン役）
- 長妻樹里（「アクアフォール防衛隊」宣伝隊長）

## 漫画版
4コマ漫画『絶対防衛レヴィアタン レヴィたんとゆかいな仲間たち』として『コンプティーク』（角川書店）にて連載された。作画は月島マコト。

## TCG
グリーが運営するトレーディングカードゲーム（TCG）「ジーククローネ」への参戦が発表されている。スターターデッキとブースターバックは2014年2月28日発売予定。

## 用語
アクアフォール
本作の舞台となる、水と緑の惑星。竜族、神族、獣族、魔族、精霊族、亜人族、人間の七種族の知的生命体が繁栄している。
エイボリアス
アクアフォールの各地に降り注いだ隕石群から出現した異生物。ルーカサイト、グロブリン、トリプに分類される。
ルーカサイト
巨大なエイボリアス。体内から無数のグロブリンやトリプを放出する。ルーカサイト（leukocyte）とは白血球の意。
グロブリン
エイボリアスの一種。
トリプ
大きい虫のようなエイボリアス。
柱
アクアフォールを支えているもの。世界各地の地中に計72本あるとされる。